# Szent Erzsébet Rózsája díj
A Szent Erzsébet Rózsája díj az Árpád-házi Szent Erzsébet legendájából eredeztetett díj.
A Magyar Katolikus Püspöki Konferencia 1999. december 16-án alapította a díjat, és első ízben 2000-ben adták át. A díjat minden évben egy-egy személynek ítélik oda Árpád-házi Szent Erzsébet ünnepén, azaz a magyar hagyományok szerint november 19-én.
A kitüntetettnek átadott 95 mm átmérőjű bronzérmét Pálffi Katalin szobrászművész készítette. Az érme előoldalán rózsa látható, hátoldalán pedig a következő felirat olvasható: Szent Erzsébet Rózsája díj. Magyar Katolikus Püspöki Konferencia. A kitüntetettek nemcsak az értékes műalkotás formájában, hanem élő valóságában is megkapják Szent Erzsébet rózsáját: az egyik támogató, Márk Gergely rózsanemesítő által nemesített, Rómában nagydíjat nyert rózsájának élő tövét is ajándékul kapja.

## Díjazottak
- 2022 - Szigetvári Györgyné, a Budapest-Kispesti Nagyboldogasszony Főplébánia karitász csoportjának leköszönő vezetője
- 2018 - Horváth Kálmánné, a győri karitászcsoport önkéntese
- 2016 – Tamás Gyuláné, a komlói plébániai karitászcsoport vezetője[1]
- 2015 – Szóda Józsefné (Eitl Anna),  a tokodi Szent Márton karitászcsoport vezetője[2]
- 2012 – Nagy Lászlóné, a pusztadobosi plébániai karitászcsoport vezetője[3]
- 2011 – Jáki Zoltánné, a Kaposvári Egyházmegyei Karitász önkéntesként dolgozó vezetője
- 2010 – Soltész Mária, a szendrőládi cigányság felkarolásáért
- 2009 – Hajdó Györgyné Madaras Olga, a pusztaszabolcsi plébániai karitász önkéntese
- 2008 – Messné Mezey Klára, a pécsi székesegyház plébániáján működő Családért Csoport vezetője
- 2007 – Mádl Dalma, a Katolikus Karitász jószolgálati nagykövete
- 2006 – Gombás Istvánné Fehér Anna, a szenvedélybetegek gyógyulásáért kifejtett fáradhatatlan önzetlen tevékenységéért
- 2005 – Meszlényi László és Meszlényiné Bükkösi Gabriella, Katolikus Alkoholistamentő Szolgálat és a Katolikus Karitász önkéntes munkatársai
- 2004 – Kurucz Béláné Mészáros Márta, a kiskunfélegyházi Szent István-plébániai karitászcsoport alapító tagja
- 2003 – Fábián Zsuzsanna, az Egri Főegyházmegyei Karitász munkatársa
- 2002 – Dr. Halász Tiborné, a Krízis-iroda vezetője, a Magyar Máltai Szeretetszolgálat debreceni csoportjából
- 2001 – Győrvári Edit, a Szombathelyi Egyházmegyei Karitász Családsegítő Szolgálatának munkatársa
- 2000 – Matt Jánosné, a pécsi pálos templom karitászcsoportjának vezetője